# نزاع شمال بورنيو

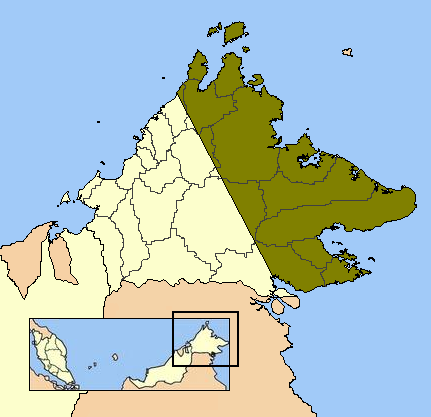
الإقليم المذكور ضمن اتفاقية العام 1878: الممتد من نهر بانداسان على ساحل الشمال الغربي إلى نهر سيبوكو في الجنوب.

نزاع شمال بورنيو، أو نزاع صباح، هو نزاع إقليمي بين ماليزيا والفلبين يتعلق بمعظم أجزاء الطرف الشرقي من ولاية صباح. عُرفت صباح سابقًا بتسمية شمال بورنيو، وذلك قبل تأسيس الاتحاد الماليزي. انطلاقًا من تقديمها نفسها الدولة الوارثة لسلطنة سولو، ما تزال الفلبين تحتفظ بحق «مطالبة خاملة» على شرق صباح كون الأرض أُجّرت إيجارًا لشركة شمال بورنيو البريطانية في العام 1878، تحت سيادة السلطنة (التي أصبحت جمهورية فيما بعد) على الأراضي التي لم تنازل عنها مطلقًا. بالرغم من ذلك، لا تعتبر ماليزيا هذا النزاع يمثّل «قضية» لأنها تفسر اتفاقية العام 1878 بوصفها معاهدة تنازل، وتعتبر أن سكان صباح (بما في ذلك شرق صباح) قد مارسوا حق تقرير المصير عندما اشتركوا في تشكيل الاتحاد الماليزي في العام 1963.

## اتفاقية العام 1878

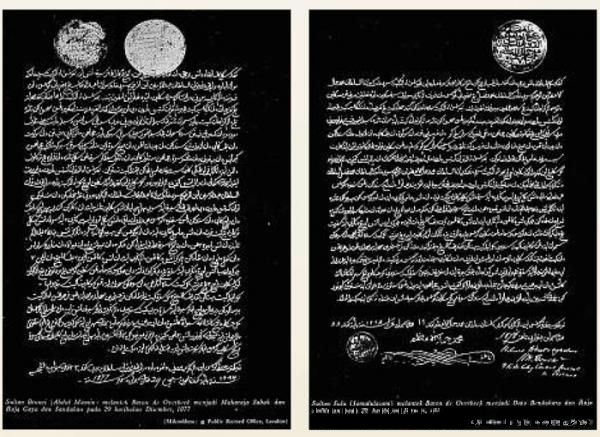
(على اليسار) أول معاهدة تنازل بتوقيع سلطان بروناي عبد المؤمن في 29 ديسمبر 1877، وفيها يُعيّن بارون دو أوفربيك ماهاراجا على صباح، وراجا على غايا وسانداكان. (على اليمين) معاهدة التنازل الثانية بتوقيع السلطان محمد جمال العالم سلطان سولو في 22 يناير 1878، وبموجبها أيضًا يُعين بارون دو أوفربيك حاكمًا على بينداهارا وراجا سانداكان، بعد ثلاثة أسابيع تقريبًا من توقيع المعاهدة الأولى.

كُتبت اتفاقية العام 1878 باللغة الماليزية بالأبجدية الجاوية، وبها وردت الصياغات الخلافية.
يلف الغموض الكلمة الأساسية في الاتفاقية، باجاكان، وهو مصطلح بلغة الملايو ترجمه في العام 1878 علماء اللغة الإسبان، وفي العام 1946 عالما الأنثروبولوجيا الأمريكيين إيتش أوتلي باير وهارولد كانكلين بمعنى «إيجار». ومع هذا، اعتمد البريطانيون ترجمة المؤرخ نجيب متري الصليبي في العام 1908 وويليام جورج ماكسويل وويليام سمر غيبسون في العام 1924، والذين ترجموا جميعهم كلمة باجاك بمعنى «منحة وتنازل».
رغم ما سلف، يمكن القول إن كلمة «باجاكان» تعني «الرهن» أو «الضمان» أو حتى «البيع بالجملة»، وفقًا لمدلول المعنى المعاصر لكلمة «باجاكان» في لغة سولو والملايو، وهو ما يعني بالضرورة أن الأرض مرهونة إلى الأبد مقابل مدفوعات التنازل سنويًا، وفي حال أرادت السلطنة استردادها، يجب عليها سداد كامل المبلغ المكافئ للقيمة المفتوحة للمنطقة. إضافة إلى ذلك، فإن مصطلح «سيلاما لاما» الذي يعني «إلى الأبد» أو «دائمًا» يشير إلى أثرٍ ملزم يمتد أطول من عمر السلطان في ذلك الحين.
أدى الإبهام الذي اكتنف الاتفاقية إلى الوصول إلى تفسيرات مختلفة للنص الأصلي بلغة الملايو، ويظهر ذلك جليًا في النسختين التاليتين:
| « | ... بموجب هذه الوثيقة، نمنح ونتنازل بمحض إرادتنا وسيادتنا لغوستافوس بارون دو أوفربيك حاكم هونغ كونغ وألفريد دنت المحترم من لندن... وننقل إليهم إلى الأبد ومطلقًا جميع الحقوق والصلاحيات التي لدينا على جميع المناطق والأراضي التابعة لنا في البر الرئيسي لجزيرة بورنيو الممتدة من نهر بانداسان على ساحل الشمال الغربي مرورًا بكامل الساحل الشرقي حتى نهر سيبوكو في الجنوب... | » |

| « | ... وبموجب هذه الوثيقة، نؤجّر بمحض إرادتنا ورضانا لجميع ... المناطق والأراضي التابعة (لنا) بالإضافة لوارثيها، وشركائها، وخلفائها، والموكّل إليهم إلى الأبد وحتى نهاية الزمان، جميع الحقوق والسلطات التي لدينا على جميع المناطق والأراضي التابعة لنا على البر الرئيسي لجزيرة بورنيو، الممتدة من من نهر بانداسان على الساحل الغربي إلى خليج مالودو، مرورًا بكامل الساحل الشرقي، حتى نهر سيبوكو في الجنوب ... | » |

طوال فترة وجود الإدارة البريطانية في شمال بورنيو، دفعت الحكومة البريطانية «أموال التنازل» السنوية للسلطان ووريثه، وظهرت تلك المدفوعات صراحةً في إيصالات الدفع بوصفها «أموال تنازل». في مؤتمر العام 1961 في لندن، والذي ضمّ اجتماعًا للجنة فلبينية وبريطانية لمناقشة مطالبات الفلبين بشمال بورنيو، أبلغت اللجنة البريطانية عضو الكونغرس سالونغا أن السلطان ووريثه لم يطعنا في صحة الصيغة الواردة في إيصالات الدفع.
وفي العام 1963، خلال اجتماع مافيليندو بين الحكومات الفلبينية والملاوية والإندونيسية، ذكرت الحكومة الفلبينية أن سلطان سولو يريد الحصول على 5000 من الحكومة الماليزية. وردًا على ذلك، قال أول رئيس وزراء ماليزي حينها تونكو عبد الرحمن إنه سيعود إلى كوالالمبور ليتابع حيثيات الطلب. وهكذا فإن ماليزيا تعتبر المبلغ بمثابة «تنازل» سنوي مقابل الأرض، بينما تصرّ سلالة السلطان أنه ليس سوى «إيجار».
يستند ادعاء السولو المذكور آنفًا إلى المعاهدة التي وقعها السلطان محمد جمال العالم سلطان سولو والتي سُمّي بموجبها بارون دي أوفربيك حاكمًا لبينداهارا، وراجا سانداكان في 22 يناير 1878. ورغم هذا فقد وُقّعت معاهدة أخرى سبقتها مع السلطان عبد المؤمن سلطان بروناي وبها سُمّي بارون دي أوفربيك ماهاراجا على صباح، وراجا على غايا وسنداكان. وُقّعت هذه الوثيقة في 29 ديسمبر 1877، وتنازلت عن أراضي بايتان الممتدة حتى نهر سيبوكو، والتي تتداخل مع مطالب سلطنة سولو بسلطتهم في صباح.

## بروتوكول مدريد

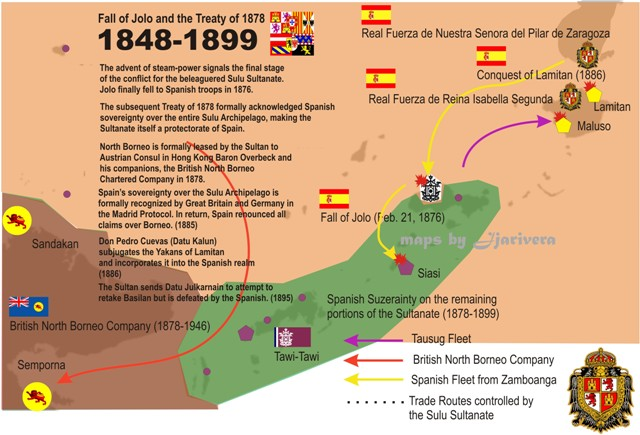
في العام 1885، وقعت بريطانيا العظمى، وألمانيا، وإسبانيا، بروتوكول مدريد لتوطيد النفوذ الإسباني على جزر الفلبين. وبموجب الاتفاقية ذاتها، تنازلت إسبانيا لصالح بريطانيا العظمى عن جميع مطالباتها بشمال بورنيو التي كانت تابعة للسلطنة في الماضي.

في العام 1885، وضع بروتوكول مدريد شمال بورنيو تحت سيطرة شركة شمال بورنيو البريطانية، في حين يذهب أرخبيل سولو وبقية جزر الفلبين ضمن مستعمرات جزر الهند الشرقية الإسبانية.

بشهادة محكمة العدل الدولية، فقد تنازل سلطان سولو عن حقوقه السيادية على جميع ممتلكاته لصالح إسبانيا، بناءً على «أسس السلام والامتيازات» التي وقعها كلّ من سلطان سولو وممثل تاج إسبانيا في جولو في 22 يوليو 1878. وأعلن السلطان بلا مواربة عن سيادة إسبانيا على أرخبيل سولو والأقاليم التابعة له.
تتنازل الحكومة الإسبانية، لصالح الحكومة البريطانية، عن جميع مطالبات السيادة على أراضي برّ بورنيو، التي تنتمي حاليًا، أو التي كانت في الماضي ملكًا لسلطان سولو (في جولو)، والتي تضم الجزر المجاورة لها،  جزر بالامبانغان، وبانغي، ومالاوي، وجميع الجزر الواقعة ضمن منطقة نطاقها 3 فراسخ بحرية من الساحل، والتي تنضوي ضمن المناطق التي تديرها الشركة ذات اسم «شركة شمال بورنيو البريطانية».

-البند الثالث من بروتوكول مدريد للعام 1885.

## تصديق التنازل عن بعض الجزر  من العام 1903
في 22 أبريل 1903، وقع خليفة السلطان محمد جمال العالم، السلطان جمال الكرام الثاني، وقع وثيقة تعرف باسم «التصديق على التنازل عن بعض الجزر»، وبموجبها تنازل عن جزر أخرى لصالح شركة شمال بورنيو البريطانية، وذلك بالإضافة إلى الأراضي المتفق عليها في معاهدة العام 1878، وتقع تلك الجزر على مقربة من البر الرئيسي لشمال بورنيو ابتداءً من جزيرة بانجي حتى خليج سيبوكو.
لم تأتِ اتفاقية العام 1903 على ذكر المصطلح المشكل «باجاكان»، واستخدمت بدلًا عنه عبارة تعني حرفيًا «استسلمنا طواعيةً لحكومة شمال بورنيو البريطانية»، وبذلك تؤكّد العبارة فهم سلطنة سولو في ذلك الزمان على المعنى المستخدم في الاتفاقية السابقة المعقودة في العام 1878.
وهكذا فإن صك التصديق في العام 1903 يوضّح ويعرّف لدى كلا الطرفين أن الجزر المذكورة قد شُملت ضمن التنازل عن المقاطعات والجزر المتضمنة في اتفاقية 22 يناير 1878. حُدّد مبلغ أموال التنازل الإضافية بـ300 دولار في السنة بالإضافة إلى دفعات متأخرة مستحقة بسبب الاحتلال السابق تبلغ 3200 دولار. ارتفع المبلغ المتفق عليه سابقًا والبالغ 5000 دولار إلى 5300 دولار توجب دفعها سنويًا.